# Hanna Rek
Hanna Stanisława Rek-Wyrobek (ur. 8 maja 1935 lub 1937 w Warszawie, zm. 17 września 2020) – polska piosenkarka.

## Życiorys

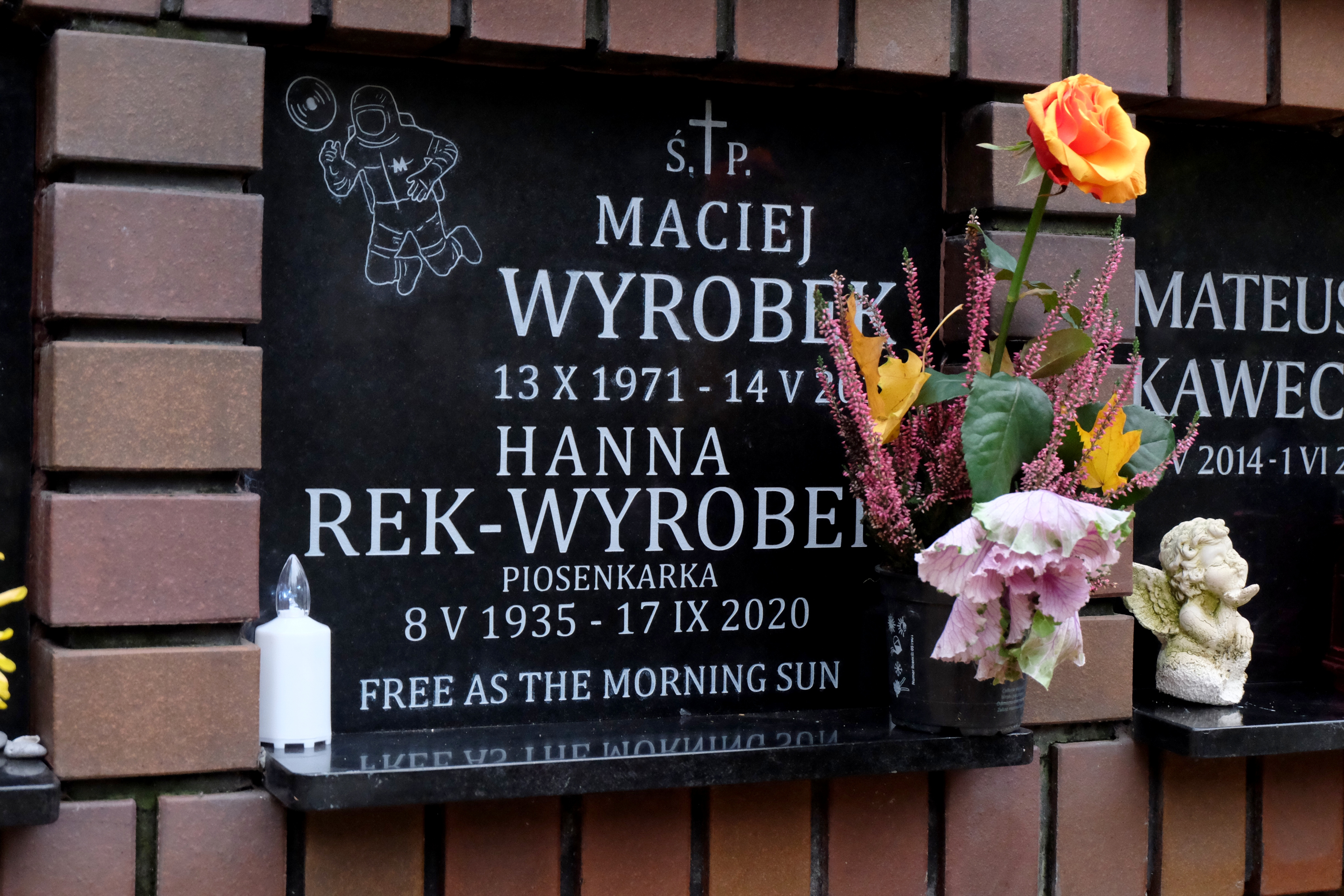
Grób Hanny Rek i jej syna Macieja Wyrobka na cmentarzu Powązkowskim w Warszawie

Ukończyła studia na Wydziale Farmacji Akademii Medycznej w Warszawie. Podczas studiów występowała w chórze, grała w teatrze „Kleks”, STS-ie i kabarecie „Pineska”. Absolwentka Studium Piosenkarskiego Hanny Skarżanki i Aleksandra Bardiniego. W 1957 zajęła 2. miejsce w konkursie piosenki organizowanym przez Polskie Radio. Występowała w „Teatrze Piosenki” w warszawskim Bristolu, współpracowała z teatrami „Syrena” i łódzkim „7.15”. Założyła własny zespół – Hanna Rek Band. W latach 1964–1985 wraz z mężem, Bogusławem Wyrobkiem (zm. w 1997), występowała za granicą.
Piosenki w jej wykonaniu znalazły się w kilku filmach, m.in. Nad rzeką, której nie ma (reż. Andrzej Barański), Inspekcji pana Anatola i Pan Anatol szuka miliona (reż. Jan Rybkowski).
Została pochowana na cmentarzu Powązkowskim w Warszawie.

## Odznaczenia
- Krzyż Kawalerski Orderu Odrodzenia Polski – 2005[8]
- Brązowy Medal „Zasłużony Kulturze Gloria Artis” – 2005[9]

## Piosenki
- Augustowskie noce (muz. Franciszka Leszczyńska, sł. Andrzej Tylczyński i Zbigniew Zapert);
- Czarny szal (muz. Ryszard Sielicki, sł. Karol Kord);
- Gdy mi ciebie zabraknie (muz. Jerzy Abratowski, sł. Kazimierz Winkler);
- Ja mam szczęście do wszystkiego (muz. Lucjan Kaszycki, sł. Agnieszka Osiecka);
- Oczy (muz. Jerzy Wasowski, sł. Bronisław Brok);
- Romeo (muz. Henryk Klejne, sł. Tadeusz Urgacz);
- Tipitipitipso (muz. Heinz Gietz, sł. Anna Jakowska);
- W twoje ręce (muz. Piotr Leśnica, sł. Edward Fiszer);
- Złoty pierścionek (muz. Jerzy Wasowski, sł. Roman Sadowski);
- Znów minął lata jeden dzień (muz. Romuald Żyliński, sł. Zbigniew Kaszkur).